# 玉泉街道 (华阴市)
玉泉街道是中国陕西省渭南市华阴市下辖的一个街道。

## 行政区划
玉泉街道下辖以下行政区：
药厂社区、电机厂社区、黄河厂社区、华麓社区、西站社区、华麓村、华山村、河南村、荆家房村、郝堡村、仙峪口村、黄甫村、北洞村、红岩村、三合村、西王村、仿车村、王道一村、王道二村、南洞村、王道岭村、黄甫峪村